# タクマウ・テチョ国際空港
タクマウ・テチョ国際空港 (英語: Takmau Techo International Airport,  クメール語: អាកាសយានដ្ឋានអន្តរជាតិតាខ្មៅតេជោ) は、カンボジアの首都、プノンペン中心部から南方35km、カンダル州で建設中の国際空港の仮称である。2025年9月9日に開港予定で、現在運用中のプノンペン国際空港は2025年9月8日をもって、運用を終了予定。

## 概要
航空需要の増加に伴い、市内にあるプノンペン国際空港の改良、拡張工事は続けられていたが、近隣住民の反対運動などにより拡張は困難となっていた。。プノンペン中心部から北西60kmにあるコンポンチュナン空港を改良し新空港とする案もあった。2016年6月、カンボジア政府は、プノンペン国際空港の拡張を断念し、新空港を建設することを決めた。
2018年1月、プノンペン中心部から南方30kmにある、チェアング・ラング湖の埋め立て地と、カンダル州タクマウ付近に建設することが決まった。開発総費用は15億ドルと見込まれている。
空港開発にあたり、カンボジアのコングロマリットであるOverseas Cambodia Investment Corporation(OCIC)が90%、カンボジア民間航空局(SSCA)が10%を負担し、Cambodia Airport Investment Co., Ltd.(CAIC)が設立された。OCICは中国開発銀行から11億ドルの融資を受けている。CAICは、主にカンボジア国内からの投資を募っている。
カンボジア国内のプノンペン国際空港、シェムリアップ国際空港、シアヌークビル国際空港は、フランスのヴァンシ・エアポートが出資した Cambodia Airports が、2040年までの運営契約を結んでいる。しかし、新空港は中国系企業による運営になると報道されている。

### 名称
2021年12月、カンボジア情報省より、空港名称を タクマウ・テチョ国際空港 (英: Takhmao Techo International Airport) とすることが公表された。
報道によっては、テチョ・クロン・タクマウ国際空港 (英語: Techo Krong Takhmaoo International Airport, クメール語: អាកាសយានដ្ឋានអន្តរជាតិតេជោតាខ្មៅ)、テチョ国際空港 (Techo International Airport (TIA) ) とも呼ばれている。

### 建設
空港建設は中国の中国冶金科工集団が受注した。
- 開発総費用 : 15億ドル
- 空港敷地面積 : 2,600ヘクタール（世界で9番目に広い）
- ICAO飛行場基準コード : 4F （エアバスA380、ボーイング747-8などの大型機にも対応）
- 管制塔の高さ : 108メートル
- 滑走路長 : 4,000メートル 1本（開港時）
- 2025年の開港を目指す
- 開港時に年間1,300万人、2030年に年間3,000万人、2050年に年間5,000万人の利用を見込む。

出典。
2021年5月時点で、空港建設の40%が完了している。2024年半ばには完工、2025年の開港を見込んでいる。

## 就航路線
プノンペン国際空港より、全路線移管予定。

## アクセス
全長21kmの高速道路が建設されている。